# Archidona
Archidona er en by og kommune i det sydlige Spanien i provinsen Málaga. Den har et indbyggertal på 8.042 (2024) indbyggere.